# ريناتو كاتانيو (لاعب كرة قدم)
ريناتو كاتانيو (بالإيطالية: Renato Cattaneo)‏ (6 أكتوبر 1903 بألساندريا في إيطاليا - 25 يونيو 1974 بألساندريا في إيطاليا) هو مدرب كرة قدم ولاعب كرة قدم إيطالي في مركز الهجوم. شارك مع منتخب إيطاليا لكرة القدم. أما مع النوادي، فقد لعب مع نادي ألساندريا ونادي روما وSSD Sanremese Calcio ‏ وأستي كليسيو ‏.

## وصلات خارجية
- ريناتو كاتانيو على موقع قاعدة بيانات كرة القدم.إي يو (الإنجليزية)
- ريناتو كاتانيو على موقع ناشيونال فوتبول تيمز (الإنجليزية)
- ريناتو كاتانيو على موقع عالم كرة القدم.نت (الإنجليزية)